# Kem Kem

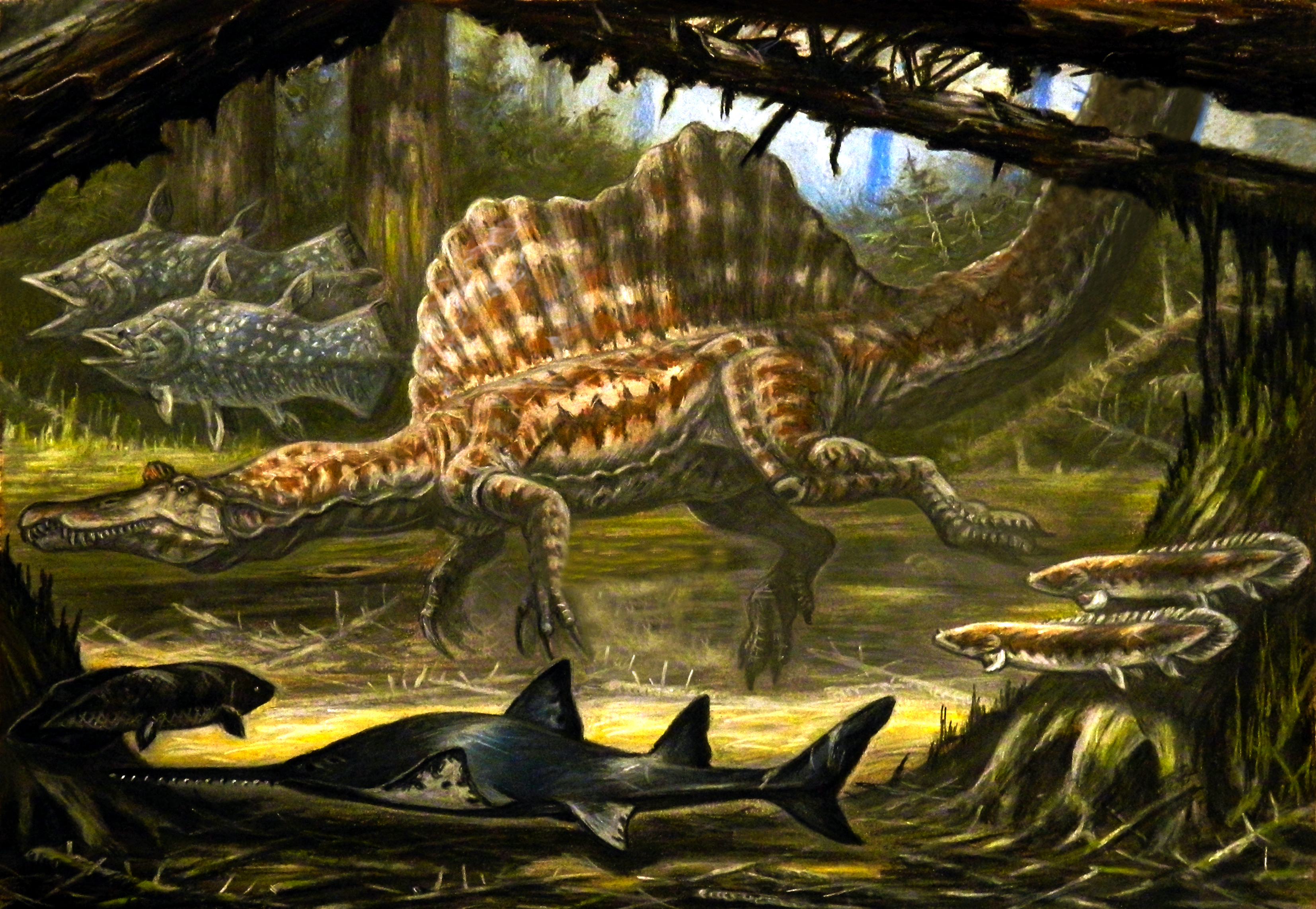
Ekologická scéna z ekosystému vrstev Kem Kem. Dominantním tvorem na obrázku je obří "obojživelný" teropod druhu Spinosaurus aegyptiacus.

Kem Kem Beds nebo Kem Kem Group ("skupina Kem Kem") je název geologické skupiny sestávající ze dvou souvrství, jejichž výchozy se nacházejí na území Maroka a Alžíru. Tato geologická formace je známá objevy fosilií dinosaurů a dalších křídových živočichů. Stáří sedimentů činí asi 98 až 92 milionů let, pocházejí tedy z období geologických věků cenoman a turon. Jednalo se o prostředí se značnou biodiverzitou, významným taxonem byl například obří teropod Spinosaurus.

## Paleoekologie
Ekosystémy, ze kterých se vrstvy této formace utvořily, představovaly zřejmě bažiny a močály v deltě řeky u břehu velkého moře. Zdejší společenství byla velmi bohatá a patří k nim i velmi známé druhy dinosaurů, jako byl Spinosaurus aegyptiacus, Carcharodontosaurus saharicus a mnohé další. Byly zde objeveny také fosilní pozůstatky mnoha obojživelníků a ještěrů, ryb, prvních hadů, krokodýlovitých plazů (například obří rod Aegisuchus), notosuchid rodu Antaeusuchus, apod. 
Objeveny zde byly také fosilie sladkovodních plesiosaurů. Četní zde byli také ptakoještěři (např. rod Afrotapejara), známé jsou také objevy malých druhů pterosaurů s rozpětím křídel pod 1 metr. Je odtud známý také jeden z prvních zástupců skupiny vývojově vyspělejších žab (Neobatrachia), Cretadhefdaa taouzensis.
Otázkou je, proč se v jediném ekosystému objevilo takové množství obřích predátorů. Jejich ekologické niky však byly patrně rozdělené.
V těchto ekosystémech se vyskytovali i velcí až obří zástupci sauropodních dinosaurů, jak dokazuje například objev vědecky pochybného druhu Brachiosaurus nougaredi (ve skutečnosti neznámý druh titanosauriformního sauropoda).